# Hypoxestus trituberculatus
Hypoxestus trituberculatus is een hooiwagen uit de familie Assamiidae.